# Уваровская (Кировская область)
 Уваровская  — деревня в Афанасьевском районе Кировской области в составе Пашинского сельского поселения.

## География
Расположена на расстоянии примерно 19 км на юг-юго-запад по прямой от райцентра поселка Афанасьево.

## История
Известна с 1891 года как починок Захаров Увар или Бузмакова, в 1905 году в починке Уваровском дворов 4 и жителей 22, в 1926 7 и 41 (из них 27 «пермяки»), в 1950 (деревня Уваровская) 20 и 65, в 1989 8 жителей. Настоящее название утвердилось с 1939 года.

## Население
Постоянное население составляло 8 человек (русские 100%) в 2002 году, 4 в 2010.